# Jugo de caña de azúcar
El jugo de caña de azúcar es el líquido obtenido al prensar caña de azúcar (Saccharum officinarum). Se consume como bebida en muchos lugares, especialmente donde la caña de azúcar se cultiva comercialmente, como en el norte de África, el subcontinente indio, el sudeste asiático, o en América Latina, donde en algunas zonas se le conoce como guarapo.
El jugo de la caña de azúcar se obtiene triturando la caña de azúcar pelada en un molino y, junto con la melaza, es la principal materia prima para producir ron, así como cachaça. Con el jugo de caña también se producen el azúcar de caña, la panela y el azúcar moreno turbinado o demerara.
El jugo de caña se compone casi en su totalidad de carbohidratos en forma de azúcares.

## Características
El jugo se obtiene prensando la caña con máquinas específicas. Este proceso debe efectuarse, a más tardar, 36 h de cortar las cañas. La compactada fibra, denominada bagazo, se introduce en la máquina trituradora, formada por tres grandes cilindros que aseguran un triturado cada vez más fino. El jugo que se extrae de esta manera contiene un 70% de agua, 14% de sacarosa, 14% de materia leñosa y 2% de impurezas.
El último bagazo, muy fibroso, se usa como combustible y aporta energía a la misma planta de extracción.

## Uso
La fermentación del jugo de caña supone la transformación de las moléculas de azúcar en alcohol. Este líquido es ligeramente dulce y posee un 5-6º de graduación alcohólica. De su destilación se obtiene el ron agrícola, que sólo puede provenir de jugo fermentado y destilado; la cachaça también pasa por una fermentación.
El jugo de caña, cuidadosamente filtrado, se guarda en tanques de fermentación de 36 a 48 horas. Esto da lugar a un tipo de vino llamado grape y que contiene de 5 a 6 grados de alcohol. Una tonelada de caña de azúcar da en promedio 100 litros de ron agrícola a 55°. 

## Nutrición

### Riesgos para la salud
El jugo de caña de azúcar crudo puede representar un riesgo para la salud de los bebedores debido a las condiciones antihigiénicas en las que se suele preparar en países con estándares sanitarios deficientes. Existen algunas enfermedades que pueden transmitirse a través de la caña de azúcar cruda, como la leptospirosis.  
En Brasil, el jugo de caña de azúcar se ha relacionado con casos de enfermedad de Chagas, ya que la caña de azúcar puede contener trazas de su patógeno responsable, Trypanosoma cruzi, que dejan los insectos infectados si no se limpia adecuadamente. En Egipto, beber jugo de caña de azúcar puede presentar riesgos para la salud por contaminación con micotoxinas, aflatoxina B1 y fumonisina B1.

## Lectura complementaria
- Díaz, A.; Iglesias, C. E. (2012). «Bases teóricas para la fundamentación del proceso de extracción de jugo de caña de azúcar para la producción de panela». Revista Ciencias Técnicas Agropecuarias 21 (1). ISSN 2071-0054. Consultado el 23 de agosto de 2020.

- Datos: Q718680
- Multimedia: Sugarcane juice / Q718680